# فرودگاه بین‌المللی کروزیرو دو سول
فرودگاه بین‌المللی کروزیرو دو سول (به انگلیسی: Cruzeiro do Sul International Airport) (به زبان بومی: Aeroporto Internacional de Cruzeiro do Sul) یک فرودگاه همگانی مسافربری با کد یاتا CZS است که یک باند فرود آسفالت دارد و طول باند آن ۲۴۰۰ متر است. این فرودگاه در کشور برزیل قرار دارد و در ارتفاع ۱۹۴ متری از سطح دریا واقع شده‌است.

## شرکت‌های هواپیمایی و مقصدهای پروازی
| شرکت‌های هواپیمایی | مقصدهای پروازی |
| ----------------- | -------------- |
| گول ایر ترنسپورت  | برازیلیا       |